# КУД „Полет” Београд
КУД Полет основан је 16. јуна 1936. године у Београду, налази се у улици Цетињска број 2. Културно уметничко друштво Полет основано је од стране Савеза синдиката приватних намештеника и трговачких помоћника Београда. Данас је члан Савеза културно уметничких друштва Београд, чији је и један од оснивача давне 1984. године. У саставу КУДа су секције фолклорног омладинског ансамбла, ансамбла ветерана, рекреативног ансамбла, музичка секција и група певача народних песама. КУД Полет је добитник многобројних признања уметничког стваралаштва аматера на међународним такмичењима и фестивалима.